# 西日本農業研究センター
西日本農業研究センター（にしにほんのうぎょうけんきゅうセンター）は、農業・食品産業技術総合研究機構の研究所の一つ。

## 概要
- 所在：
  - 福山研究拠点 (本所)：広島県福山市西深津町6-12-1　084-923-4100
  - 善通寺研究拠点 (仙遊地区)：香川県善通寺市仙遊町1-3-1
  - 善通寺研究拠点 (生野地区)：香川県善通寺市生野町2575
  - 大田研究拠点：島根県大田市川合町吉永60

## 沿革
- 1911年 農商務省原蚕種製造所綾部支所設置（京都府何鹿郡綾部町 現綾部市）
- 1914年 農商務省蚕業試験場綾部支所設置
- 1932年 農林省農事試験場中国小麦試験地設置（姫路市）
- 1937年 蚕業試験場は蚕糸試験場に改称、農林省畜産試験場中国支場設置（大田市）
- 1946年 農林省農事試験場四国支場設置(善通寺市)、農林省開拓研究所中国支場設置（鳥取県日野郡溝口町 現伯耆町）
- 1950年 農事試験場中国支場、農事試験場四国支場、畜産試験場中国支場、開拓研究所中国支場を統合して農林省中国四国農業試験場を設置
- 1952年 中国農業試験場、四国農業試験場に分離
- 1958年 蚕糸試験場綾部支場は同関西支場に名称変更
- 1960年 中国農業試験場が福山市に移転
- 1983年 蚕糸試験場関西支場が中国農業試験場に統合される。
- 2001年 中国農業試験場、四国農業試験場を統合して、独立行政法人農業技術研究機構近畿中国四国農業研究センターになる
- 2003年 法人名が独立行政法人農業・生物系特定産業技術研究機構になる
- 2006年 法人名が独立行政法人農業・食品産業技術総合研究機構になる
- 2016年 法人名が国立研究開発法人農業・食品産業技術総合研究機構になり、研究センター名が「西日本農業研究センター」になる

## 組織
- 2006年4月の組織改編において、研究部門では従来の研究部・研究室制度を廃止され、課題ごとに機関横断的かつフラットな「チーム」を設置するチーム制が導入された。また、企画・運営部門では企画連絡を担当する企画調整部と管理運営を担当する総務部に分かれていたのを統合した。さらに、非公務員化に伴い、職名に「官」のつく職を「監」にしている。

### 管理・運営部門
四国農業研究監
四国における試験、研究、調査を総括している。非公務員化にともない四国農業研究官から改称した。
企画管理部
企画連絡を担当していた企画調整部と管理運営を担当していた総務部を統合した。機動性を高めるため課室係制を廃止してチーム制を導入している。
研究管理監
研究チームおよびチーム員の管理を担当する。研究部制における部長に相当するが、幅広い分野を担当する。
産学官連携推進センター
産学官連携コンソーシアム、オープンラボの管理運営を担当する。産学官連携強化のために新設された。
研究支援センター
圃場作業等試験研究の支援を行っている業務科を統括する。

### 研究部門
研究部門はチームに分かれる。前述の通り機関横断的かつフラットなチーム体制であるため、複数の機関に同じ研究課題を持つチームが存在することになる。
そのため、自チームが主査となって他機関のチームをとりまとめる場合には単に「チーム」(非公式に「主査チーム」とする場合もある)、他機関のチームが主査となるチームは、自機関に3名以上いる場合は「サブチーム」、2名以下の場合は「特命チーム員」と、それぞれ分けている。
主査チーム、サブチームは機関内組織として存在しているが、特命チーム員は、主査チームに所属する近畿中国四国農業研究センター常駐職員の扱いとなる。
近畿中国四国農業研究センターには次のチームがある。
- 地域営農・流通システム研究チーム
- 中山間耕畜連携・水田輪作研究チーム
- 品種識別・産地判別研究チーム
- 大麦・はだか麦研究チーム
- 次世代カンキツ生産技術研究チーム
- 粗飼料多給型高品質牛肉研究チーム
- 中山間傾斜地域施設園芸研究チーム
- 農業・農村のやすらぎ機能研究チーム
- 環境保全型野菜研究チーム
- 鳥獣害研究チーム
- レタスビッグベイン研究チーム
- 広域農業水系保全研究チーム
- 生産支援システム研究近中四サブチーム
- 暖地温暖化研究近中四サブチーム
- 稲収量性研究近中四サブチーム
- 低コスト稲育種研究近中四サブチーム
- 米品質研究近中四サブチーム
- めん用小麦研究近中四サブチーム
- パン用小麦研究近中四サブチーム
- 大豆育種研究近中四サブチーム
- カバークロップ研究近中四サブチーム
- フィールドモニタリング研究チーム特命チーム員
- 田畑輪換研究チーム特命チーム員
- 農業気象災害研究チーム特命チーム員
- 稲マーカー育種研究チーム特命チーム員
- 健康機能性研究チーム特命チーム員
- 野菜・茶機能性研究チーム特命チーム員
- 家畜育種増殖研究チーム特命チーム員
- 食肉プロテオーム研究チーム特命チーム員
- 高度作業システム研究チーム特命チーム員
- 草地多面的機能研究チーム特命チーム員
- 野菜IPM研究チーム特命チーム員
- 生物的病害制御研究チーム特命チーム員
- 総合的害虫管理研究チーム特命チーム員
- 土壌生物機能研究チーム特命チーム員
- 飼料作環境研究チーム特命チーム員
- 資源作物開発チーム特命チーム員

## その他
- クイズ番組オオカミ少年において、綾部研究拠点（考案当時は中国農業試験場畑地利用部）で考案されたキャベコンについて存在するか否かを問う問題が出て、自身が農業を営む高木美保が「絶対にありえない」と言い「ウソ」を選択した。